# Arctic Sea
Le MV Arctic Sea est un navire de charge (vraquier) qui a été détourné en juillet/août 2009. Exploité par la Solchart Management AB d'Helsinki en Finlande, il appartient alors à l'entreprise Arctic Sea Ltd basée à Malte.
Le 24 juillet 2009, il a été attaqué par un groupe d'hommes en uniforme de la police de Suède, entre les îles d'Öland et de Gotland. Selon les déclarations d'alors, depuis démenties par la version officielle des autorités russes, ils quittèrent le navire après 12 heures à bord, ayant fouillé le navire, pris certains objets et molesté certains membres de l'équipage. L'incident n'a pas été immédiatement dénoncé à la police et le bateau continua sa course vers son port de destination en Algérie. Mais tout contact fut perdu avec le bateau le 30-31 juillet et il n'arriva jamais en Algérie. Une opération de recherche internationale a permis de le repérer à 300 milles nautiques au sud du Cap-Vert et à 15 milles de la Guinée-Bissau le 14 août, et d'arrêter des suspects le 17 août.

## Exploitation
Ce navire, construit en 1991 par un chantier naval turc pour l'Union soviétique, a connu plusieurs changements de nom et de pavillon :
Nom :
- 1991 : Okhotskoye
- 1996 : Zim Venezuela
- 1998 : Alrai
- 1998 : Torm Senegal
- 2000 : Jogaila
- 2005 : Arctic Sea

Pavillon :
- 1991 : URSS
- 1992 : Malte
- 1998 : Jamaïque
- 1998 : Lituanie
- 2005 : Malte

## Disparition de l'Arctic Sea

### Incident d'abordage
Le navire, avec à son bord un équipage russe de 15 personnes, transportait une cargaison de bois de Jakobstad (Finlande) pour Béjaïa (Algérie) lorsqu'il fut abordé le 24 juillet 2009 par un groupe de huit à dix personnes sur un canot à moteur portant l'inscription Polis (mot suédois pour police). Les intrus, se présentant comme des policiers, arrêtent l'équipage, blessant l'un d'entre eux, et fouillent le bateau. Sur leur départ environ douze heures plus tard, l'équipage remarque que du matériel de transmission a été endommagé et que les bouées de secours sont absentes, un sabotage par ce groupe est évoqué. Les circonstances de l'incident ne sont pas signalées immédiatement par le capitaine du bateau, qui décide de ne pas s'arrêter pour une enquête, mais de continuer à naviguer vers l'Algérie. La Suède déclare plus tard que les forces de police n'étaient pas impliquées dans l'abordage du vaisseau et ouvre une enquête.

### Disparition
L'agence des garde-côtes britannique a eu le dernier contact avec le bateau quand il passait le pas de Calais, le 28 juillet. Rien de particulier ne fut détecté durant la communication, mais il est suspecté que l'équipage était sous la contrainte au moment de cette communication. Le bateau continua à envoyer des messages d'identification automatique jusqu'au 30 juillet. Un attaché de presse de la police suédoise confirma que les enquêteurs eurent un contact téléphonique avec un membre de l'équipage le 31 juillet, mais refusa de divulguer la nature de l'appel. Aucune communication n'a eu lieu depuis lors ; le bateau n'arriva pas à Béjaïa le 5 août, la date d'arrivée programmée, ni après. Les radars de suivi côtier ont capté la dernière fois le signal du bateau à Brest en France. Il a été par la suite observé par une patrouille aérienne près des côtes portugaises. Le bateau n'a pas été vu passant le détroit de Gibraltar. Une alerte pour détournement a été émise par Interpol le 3 août.
On a déjà, par le passé, perdu à trois reprises la trace de l’Arctic Sea en Méditerranée : entre le 26 avril et le 14 mai 2007, entre le 13 février et le 4 mars 2008, entre le 1er et le 11 avril 2009. Il y aurait eu, à chaque fois, une interruption du positionnement automatique (AIS), depuis l’entrée du navire dans le détroit de Gibraltar jusqu’à sa sortie de Méditerranée.

### Redécouverte
Le 14 août, il a été annoncé que le bateau a été vu à 400 milles marins des côtes du Cap-Vert. L'ambassadeur de Russie au Cap-Vert, Alexandre Karpouchine, annonça qu'une frégate russe se dirigeait vers la zone mais qu'elle n'avait pas d'information sur la position du cargo.
Par la suite, l'ambassadeur russe au Cap Vert déclara que le bateau ne se trouvait pas dans la zone annoncée.

### Seconde attaque?
Le 14 août, la commission européenne déclare que le navire a peut-être été victime de piraterie et mentionne que le bateau a été attaqué deux fois : après l'incident de l'abordage suédois le bateau a été attaqué une seconde fois au large des côtes du Portugal. Ces actions « n'ont rien en commun avec les actes de piraterie ou de vol en haute mer », selon un porte-parole de la CE.

### Enquête
Les pompiers de Jakobstad ont commencé des mesures de radioactivité, le 14 août sur le quai de départ de l’Arctic Sea, mais l'enquête a été arrêtée par l'autorité de sécurité finlandaise des radiations et du nucléaire qui déclara qu'il n'y avait aucune radiation.

### Rançon
Le 15 août, alors que le bateau n'a toujours pas été localisé précisément (même si la Russie et l'OTAN surveillent sa progression au large des côtes africaines par satellite), les autorités finlandaises annoncent qu'une demande de rançon a été adressée au propriétaire du navire. Cette rançon s'élèverait, selon le site internet du Financial Times Deutschland, à 1,5 million de dollars. Au vu de la cargaison du navire, et en fonction de cette demande de rançon ainsi que du molestage des marins par de « faux » policiers suédois, certains experts privilégient la piste d'un règlement de comptes.

### Navire retrouvé et arrestation de suspects
Le 17 août, la Russie annonce la découverte du cargo, maquillé en cargo nord-coréen, qui a été retrouvé la veille vers 23 heures, heure française, à 15 milles marins (environ 30 kilomètres) des côtes de la Guinée-Bissau et 300 milles marins (environ 550 kilomètres) au sud des côtes du Cap-Vert. Elle a mobilisé pour cela sa flotte marine de la mer Noire (trois destroyers et une frégate) et deux sous-marins nucléaires d'attaque,.
Quatre Estoniens, deux Lettons, et deux Russes qui ont pénétré à bord le 24 juillet ont été arrêtés selon les autorités russes et se trouvent sur l'escorteur Ladny de la Flotte maritime militaire de Russie. Les pirates et l'équipage sont ramenés à Moscou par trois avions de transport militaire Iliouchine, les premiers sont interrogés et les seconds placés au secret puis interdits de contact avec la presse. Les pirates sont condamnés en 2011 pour détournement de navire, piraterie et escroquerie, écopant de 7 à 12 ans d'emprisonnement.

### Théorie du trafic d'armes
Selon une version parue dans la presse, le navire aurait transporté des missiles sol-air S-300 achetés au marché noir russe à destination de l'Iran (chargement effectué à Kaliningrad, enclave connue pour être une base de transit pour les cargaisons illégales), et les pirates auraient été engagés pour faire échouer la transaction en faisant intervenir l'armée russe. L'intervention du Mossad est également évoquée, les services secrets israéliens ayant découvert ce trafic de missiles S-300. L'État israélien a en effet signé des accords de coopération en matière de recherche technologique militaire avec la Russie et les deux États se sont accordés pour limiter leurs livraisons d'équipement militaire dans les zones qu'ils jugent sensibles. Le Mossad et le FSB auraient alors été missionnés pour une mise en scène de piraterie afin de stopper ce trafic de missiles qui devait rester secret. L'assassinat le 30 juillet 2009 d'Andrei Barabenko, cadre important du fabricant Almaz-Antey de missiles S-300, serait également en lien avec cette affaire, ainsi que la visite éclair le 18 août en Russie du président israélien Shimon Peres.